# گمینا موگیلنگتسا
گمینا موگیلنگتسا (به لهستانی:  Gmina Mogielnica) یک گمینا در لهستان است که در شهرستان گرویتس واقع شده‌است. گمینا موگیلنگتسا ۱۴۱٫۵۶ کیلومتر مربع مساحت و ۹٬۱۲۷ نفر جمعیت دارد.